# Адут (карташке игре)
Адут је карта за играње која је уздигнута изнад свог уобичајеног ранга у играма са триковима. Обично се читава боја номинује као одело адута; ове карте онда надмашују све карте обичне (без адута) боје. У другим контекстима, појам адут се односи на било коју врсту додатне акције, овлашћења или политике која аутоматски преовладава над свим осталим.
Увођење адута је једна од само две велике иновације у играма са триковима од када су измишљене; друга је идеја лицитације. Трампове карте, првобитно назване трионфи, први пут су се појавиле са појавом тарот карата у којима постоји посебна, трајна боја адута која се састоји од више карата са сликама. Први познати примерак таквих карата наручио је војвода од Милана око 1420. године и укључивао је 16 адута са ликовима грчких и римских богова.